# Bartow County
Bartow County is een county in de Amerikaanse staat Georgia.
De county heeft een landoppervlakte van 1.190 km² en telt 76.019 inwoners (volkstelling 2000). De hoofdplaats is Cartersville.

## Foto's

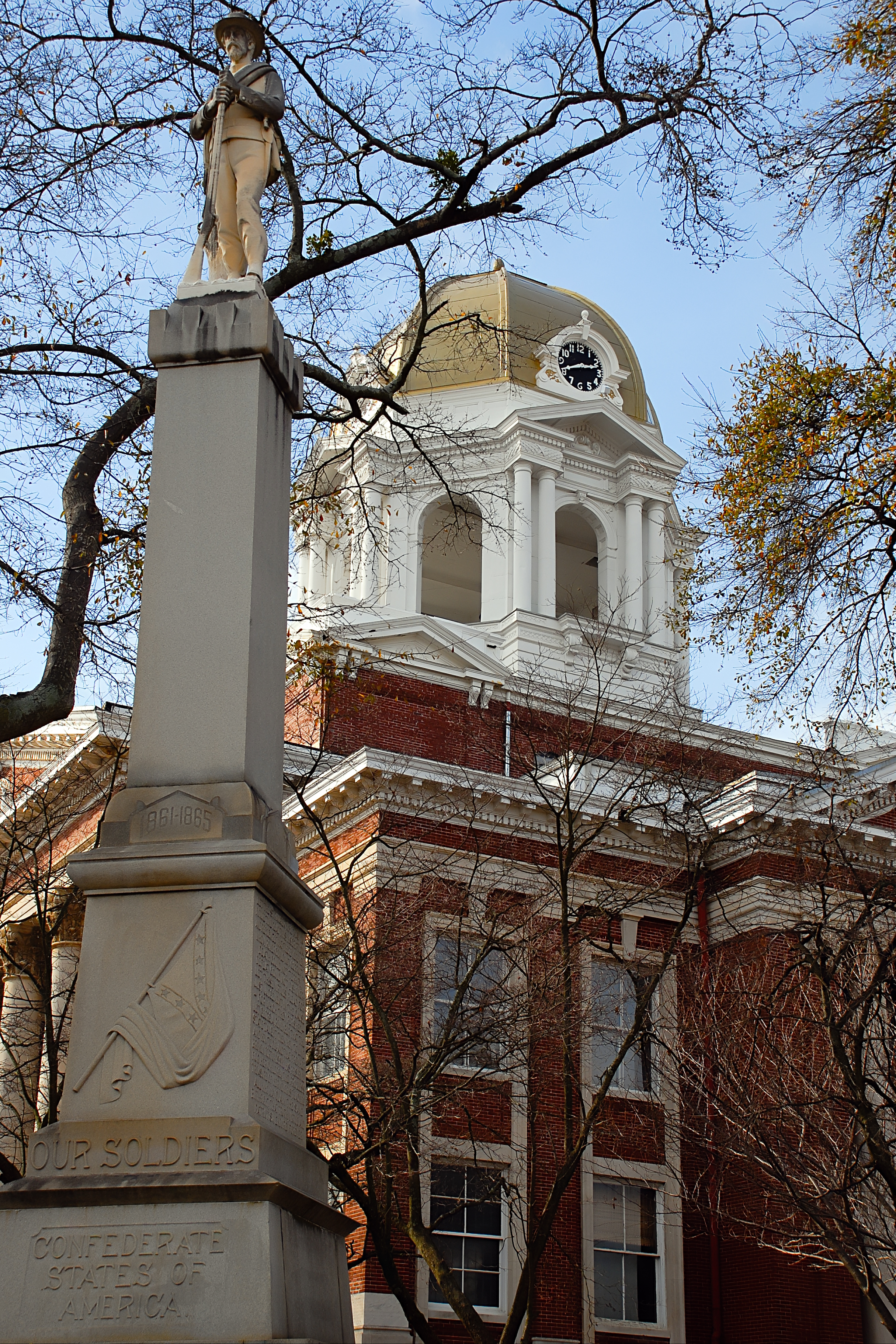
Voormalige rechtbank
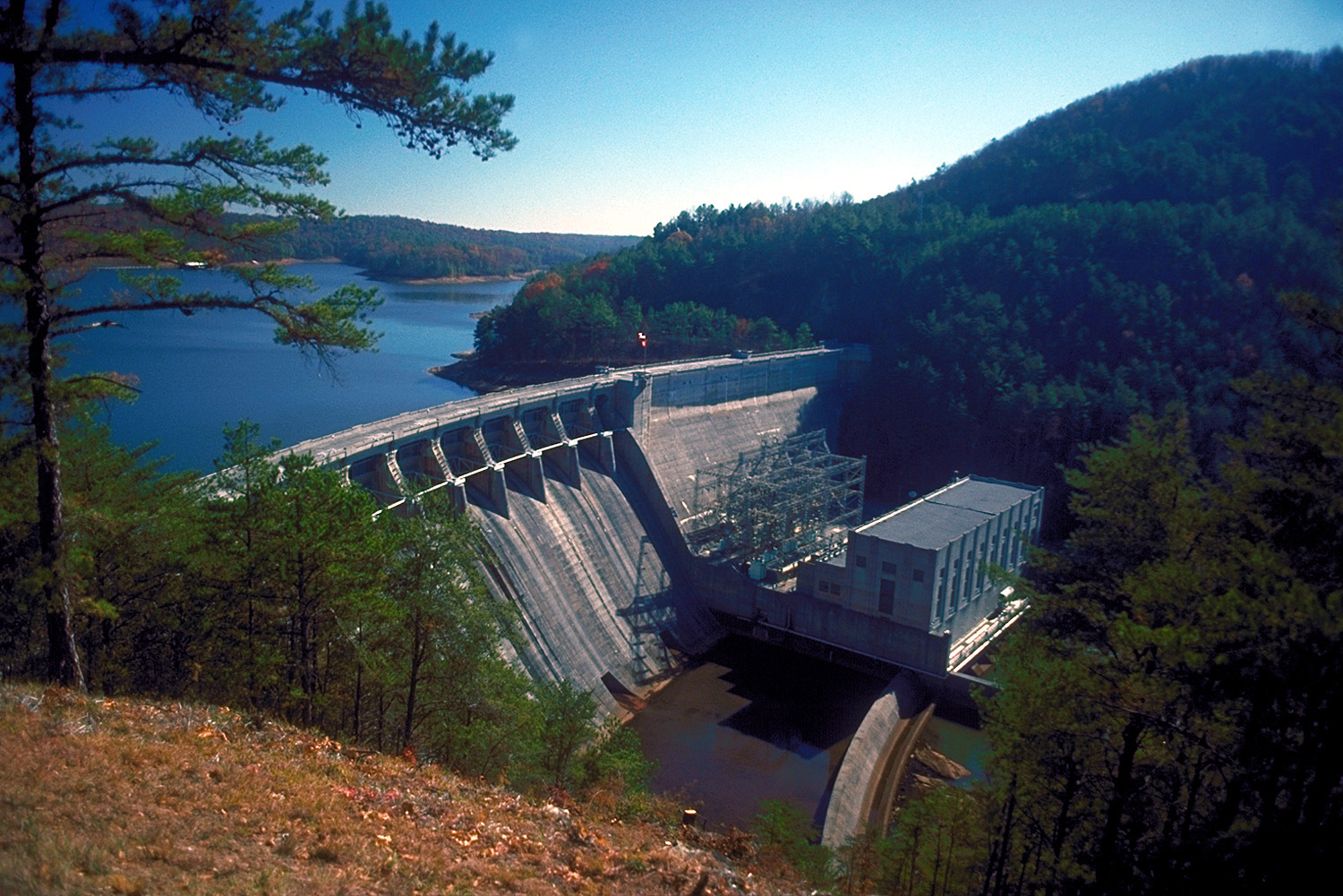
Allatoona Dam en naastgelegen meer